# Ас-Саффат
Ас-Са́ффа́т (араб. الصافات — Выстроившиеся в ряды) — тридцать седьмая сура Корана. Сура мекканская.  Состоит из 182 аятов.

## Содержание
После утверждения единобожия, в суре утверждается также вера в воскрешение после смерти. Сура угрожает сомневающимся в воскрешении тем, что День воскресения постигнет их внезапно. В суре приводятся доказательства того, что День воскресения обязательно будет — это легко для Аллаха.
Искренне верующие в Аллаха будут наслаждаться благоденствием разного рода, вспоминать милости Аллаха, видеть грешников в адском огне и благодарить Аллаха за Его милость, которой Он охранил их от грехов и ложного призыва неверных грешников. В суре описывается место, где будут пребывать неверующие, и местопребывание верующих в дальней жизни.
После изложения историй, происходивших в разных обстоятельствах, в разные времена и с разными людьми, в которых разъясняется значение послания, сура опровергает измышления многобожников о том, что у Аллаха есть дочери, а у них — сыновья, что Он сотворил ангелов женщинами и что между Ним и джиннами есть родство.

Клянусь выстроившимися в ряды, ۝ гонящими упорно, ۝ читающими напоминание! ۝ Воистину, ваш Бог - Единственный. ۝ Он - Господь небес, земли и того, что между ними, Господь восходов. ۝ Мы украсили ближайшее небо красотой звёзд (или звёздами) ۝ и оберегаем его от всякого мятежного дьявола. ۝ Они не могут прислушаться к высшему сонму, и их забрасывают со всех сторон, ۝ чтобы изгнать оттуда. Им уготованы вечные мучения. ۝ Но если кто из дьяволов выхватит слово, то за ним последует яркий пылающий огонь. ۝ Спроси их (людей), они созданы прочнее или то, что Мы сотворили? Воистину, Мы сотворили их из липкой глины. ۝ Но ты удивлён, а они глумятся. ۝ Когда же им напоминают, они отказываются помнить. ۝ Когда же они видят знамение, то высмеивают его. ۝ Они говорят: «Это - всего лишь очевидное колдовство. ۝ Неужели мы будем воскрешены после того, как умрём и станем прахом и костями? ۝ Или же наши праотцы?» ۝ Скажи: «Да, и вы будете унижены!» ۝ Раздастся один только глас, и все они будут смотреть. ۝ Они скажут: «Горе нам! Это - День воздаяния!» ۝ Это - День различения, который вы считали ложью. ۝ Соберите беззаконников и им подобных и тех, кому они поклонялись ۝ вместо Аллаха, и укажите им на путь в Ад. 
—  37:1—23 (Кулиев)